# Filea de Sus
Filea de Sus – wieś w Rumunii, w okręgu Kluż, w gminie Ciurila. W 2011 roku liczyła 141 mieszkańców.